# Vida salvatge

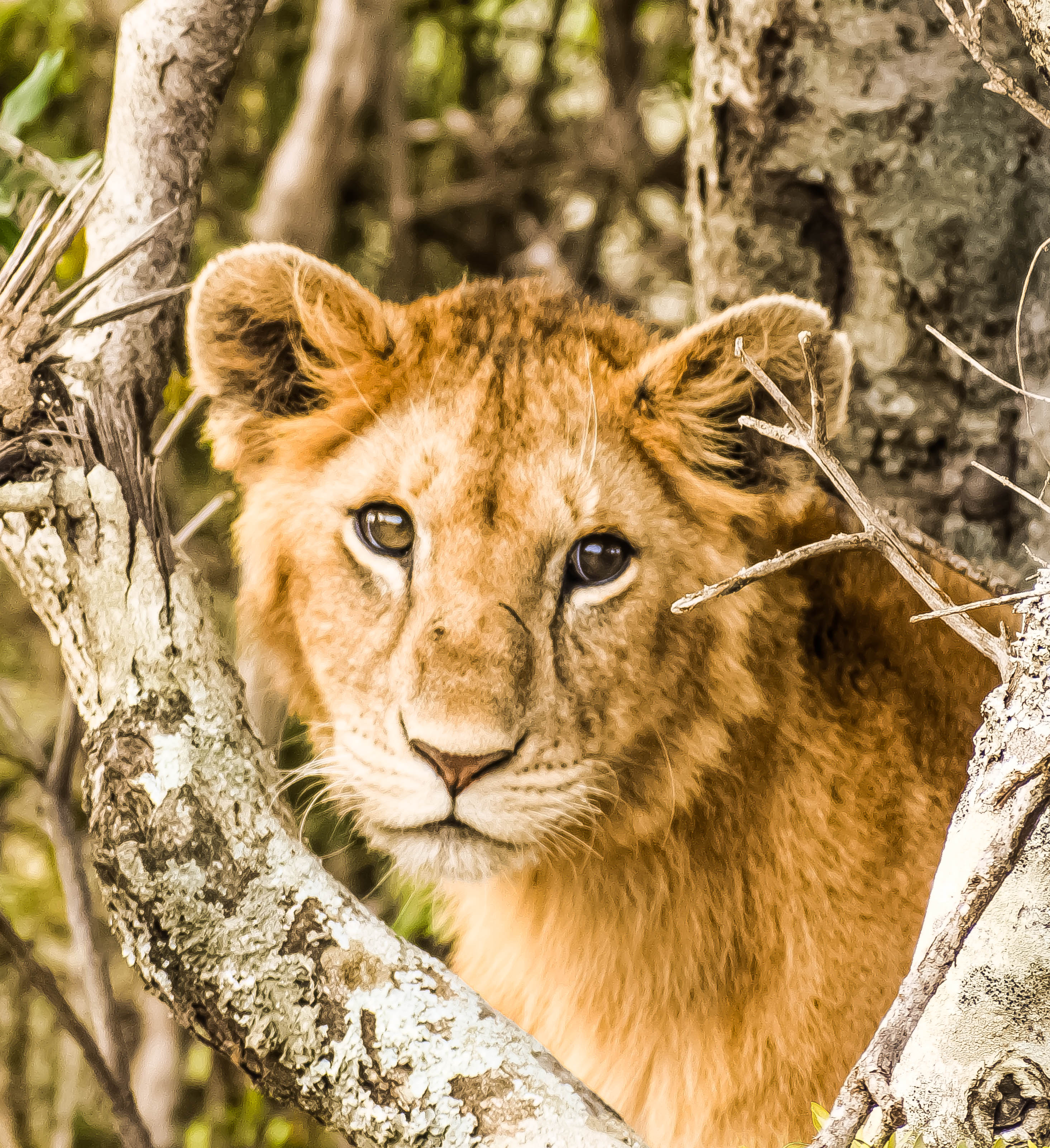
Un lleó (Panthera leo)

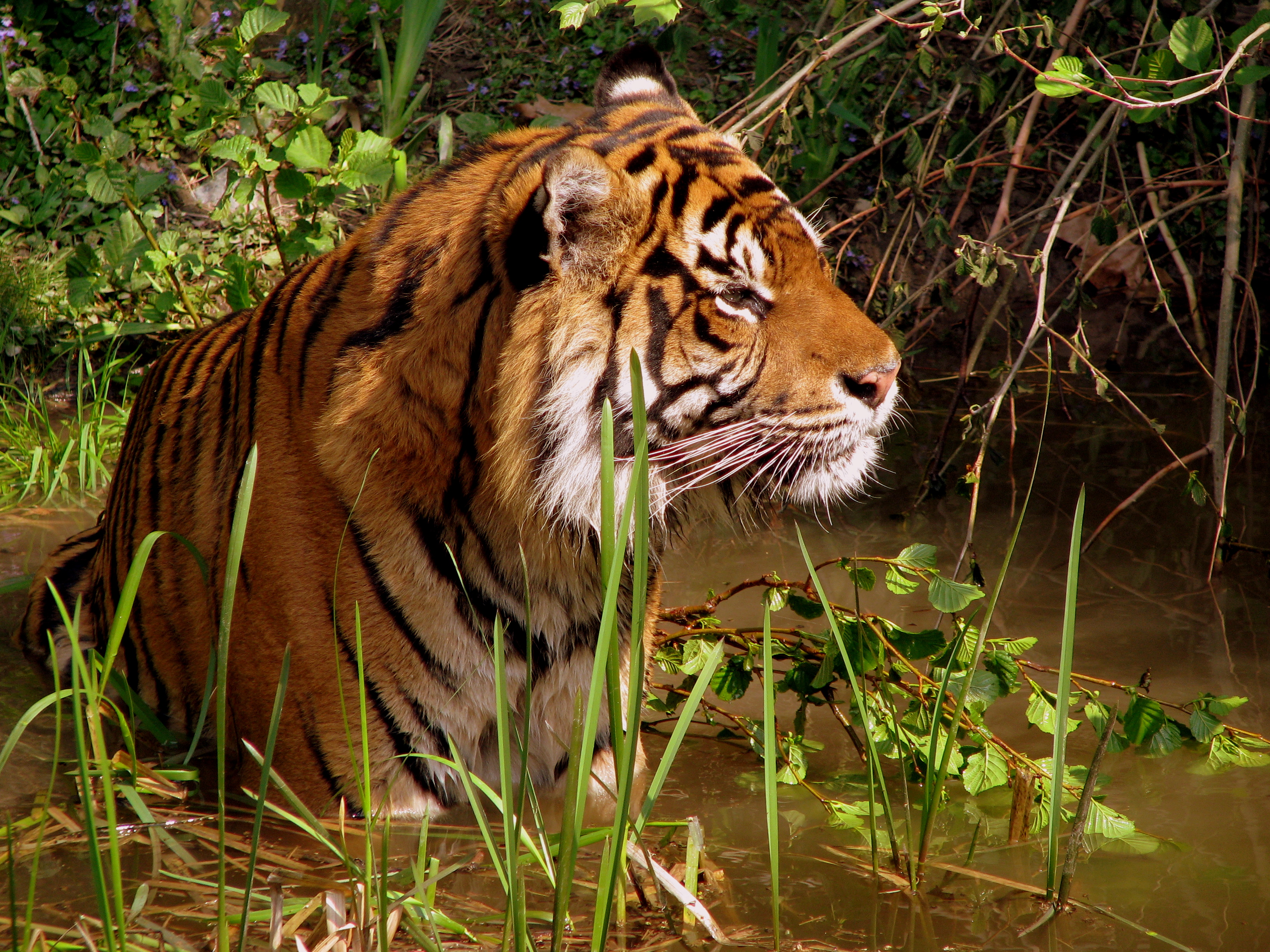
Un tigre (Panthera tigris)

La vida salvatge es refereix tradicionalment a espècies animals no domesticades, però per extensió engloba a tots els organismes que creixen o viuen salvatges en una zona sense haver estat introduïts pels humans: fongs, vegetals i animals. La vida salvatge es pot trobar a tots els ecosistemes: deserts, boscos, selves tropicals, planes, pastures. Les zones urbanes més desenvolupades, tenen formes de vida salvatge diferents. Tot i que el terme en la cultura popular sol referir-se a animals que no es troben condicionats per comportaments humans, la majoria dels científics coincideixen que molta activitat salvatge es veu afectada per l'impacte humà sobre el medi ambient.
Històricament, els humans han tendit a separar la civilització de la vida salvatge de diverses maneres. Des del punt de vista jurídic, social i moral. Alguns animals, però, s’han adaptat als ambients suburbans com boscos urbans. espais verds urbans i en els nínxols ecològics de pobles i ciutats. Així hi trobem vida salvatge urbana en gats, gossos, ratolins i rates, però un grup reduït d'espècies originàries viuen en espais urbanitzats. Estudis del 2014 demostren que només el 8% de les aus autòctones i el 25% de les espècies de plantes autòctones eren presents a les zones urbanes.
Algunes religions declaren que certs animals són sagrats i, en els temps moderns, la preocupació pel medi natural ha provocat que els activistes protestessin contra l’ explotació dels recursos naturals i de la fauna salvatge pel profit o gaudi de l’home.
La població mundial de vida salvatge ha disminuït en un 68% des de l'any 1970 com a resultat de l'activitat humana, especialment pel consum excessiu, creixement de la població i l'agricultura intensiva, d'acord amb l'informe 2020 del Fons Mundial per la Natura, Living Planet Report i el seu Index Planeta Viu. Aquest document exposa que els humans han desencadenat un sisè esdeveniment d'extinció massiva, conegut també com Extinció de l'Holocè Segons la CITES, s’ha calculat que el comerç internacional de fauna salvatge anual ascendeix a milers de milions de dòlars i afecta centenars de milions d’exemplars d’animals i plantes.

## Usos alimentaris, com a mascotes i recursos medicinals

### Com aliments

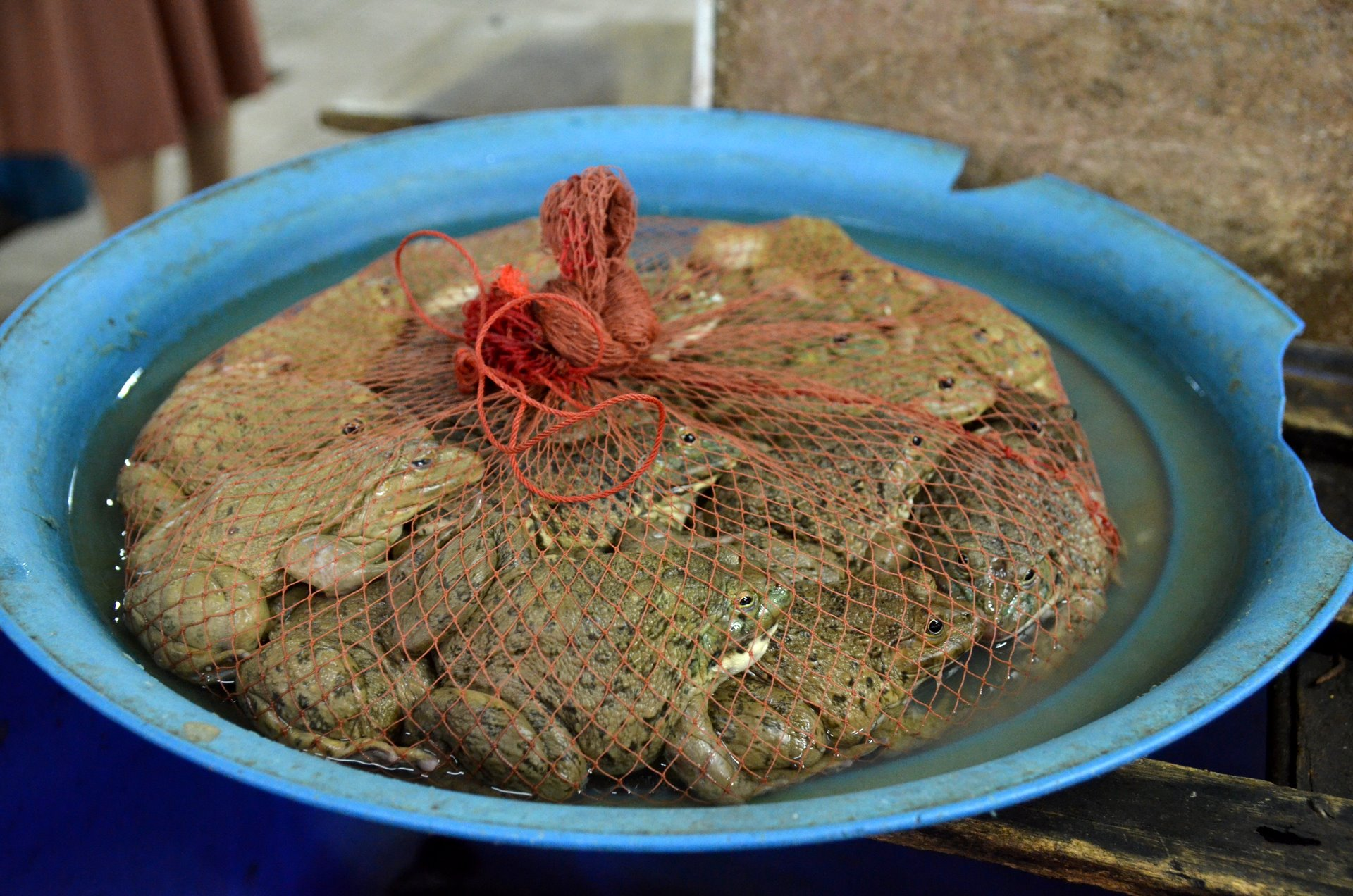
Una bossa de malla plena de granotes vives que esperaven un comprador al mercat de Thanin de Chiang Mai. Les anques de granota a Tailàndia s’utilitzen principalment en sofregits i curri tailandès.

Els humans de l'Edat de Pedra i les societats caçadores-recol·lectores confiaven en la vida salvatge, tant vegetal com animal, per alimentar-se. De fet, algunes espècies podien haver estat caçades fins a l'extinció pels primers caçadors humans. Avui en dia, la caça, la pesca i la recol·lecció de vida salvatge segueix sent una font d’aliment important en algunes parts del món. En altres zones, la caça i la pesca no comercial es consideren principalment com un esport o una diversió. La carn d’origen salvatge, que tradicionalment no es considera caça, es coneix com a carn d’animal salvatge. La creixent demanda de vida salvatge com a font d’aliment tradicional a l’Àsia Oriental està delmant les poblacions de taurons, primats, pangolins i altres animals, que creuen que tenen propietats afrodisíaques.
Al novembre de 2008, el Departament de Vida Salvatge i Parcs Nacionals de Malàisia va confiscar prop de 900 mussols arrencats i "preparats per al forn" i altres espècies salvatges protegides, segons el programa conservacionista TRAFFIC. Es creu que els animals anaven cap a la Xina i es venien en restaurants de carn salvatge. A la gastronomia xinesa, el Ye Wei o sabor de carn salvatge, te un paper rellevant. La majoria figuren a la CITES (el Conveni sobre el comerç internacional d’espècies en perill d’extinció de fauna i flora salvatges) que prohibeix o restringeix aquest comerç.
Un informe del novembre de 2008 de la doctora en biòloga i autora Sally Kneidel, va documentar nombroses espècies de fauna salvatge per a la venda en mercats informals al llarg del riu Amazones. Entre elles s'hi trobaven els titís capturats salvatges i venuts per només 1,60 dòlars (5 soles peruans), o els pècaris, els agoutis, les tortugues, els ous de tortuga, les anacondes i els armadillos que es venen principalment com a aliment.

### Com a mascotes i productes medicinals
Altres animals com els micos i els lloros, que es troben en aquests mercats informals, es destinen al comerç de mascotes, sovint introduïts de contraban als països del primer món. Moltes altres espècies amazòniques són ingredients populars en medicaments tradicionals que es venen als mercats locals. El valor medicinal de les parts dels animals es basa principalment en la superstició.

## En la religió
Moltes espècies animals tenen una importància espiritual en diferents cultures del món. Aquestes i els seus productes poden utilitzar-se com a objectes sagrats en els rituals religiosos. Per exemple, les àguiles, falcons i les seves plomes tenen un gran valor cultural i espiritual per als nadius americans com a objectes religiosos. En l'hinduisme la vaca es considera un animal sagrat.
Els musulmans organitzen sacrificis en la Festa del sacrifici (Id al-ad·ha), per commemorar l'esperit de sacrifici d'Ibrahim (àrab: إِبـرَاهِـيـم, Ibrāhīm) a Déu. Es poden oferir ofrenes de camells, ovelles, cabres i vaques com a sacrifici durant els tres dies de l'Id.

## En el turisme
Algunes nacions han establert el seu sector turístic al voltant de la seva fauna natural. Sud-àfrica té, per exemple, ofereix moltes oportunitats per als turistes per veure la vida salvatge del país als seus parcs nacionals, com el Parc Nacional Kruger. Al sud de l’Índia, el Parc Nactionl de Periyar, el Parc Nacional de Bandipur i el Parc Nacional de Mudumalai es troben rodejats o dins de boscos.L'Índia ha esdevingut un espai geogràfic amb molts parcs nacionals i santuaris de vida salvatge que mostren la diversitat de la fauna i flora de la zona amb uns estàndards d'excel·lència. Hi ha 89 parcs nacionals, 13 reserves biològiques i més de 400 santuaris de fauna salvatge a tota l’Índia, que són els millors llocs per anar a veure tigres de Bengala, lleons asiàtics, elefants indis, rinoceronts indis, aus i altres animals salvatges que reflecteixen el seu compromís per la conservació del medi ambient.

## Patiment
Els animals que viuen a la natura experimenten molts danys que es poden explicar per causes que són totalment o parcialment naturals, com la fam, la deshidratació, el parasitisme, la depredació, la malaltia, lesions i les condicions meteorològiques extremes. En els darrers anys, diversos investigadors han defensat que hem de treballar per pal·liar aquestes formes de sofriment, Altres, en canvi, defensen que els animals salvatges és millor deixar-los sols o que els intents per alleujar el patiment són inviables.

## Destrucció

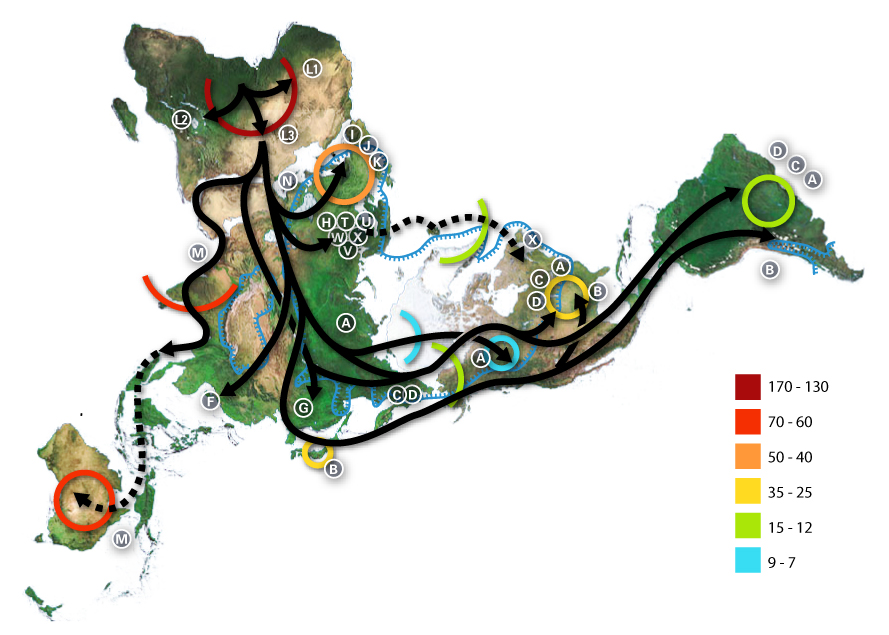
Mapa de les primeres migracions humanes, segons la genètica de poblacions mitocondrials. Els números són en mil·lennis abans del present.

Aquesta subsecció se centra en l'impacte humà sobre el medi ambient i els seus efectes en la destrucció de la fauna. La pèrdua d’animals a partir de comunitats ecològiques també es coneix com a defaunació.
L'explotació de recursos naturals de poblacions salvatges també ha estat una característica de l'home modern des del nostre èxode d'Àfrica fa 130.000 - 70.000 anys. La taxa d’ extincions d’espècies senceres de plantes i animals a tot el planeta ha estat tan elevada en els darrers centenars d’anys que es creu que estem a les portes del sisè gran esdeveniment d’extinció d’aquest planeta ; l'extinció massiva de l'holocè.
La destrucció de la vida salvatge no sempre condueix a l'extinció de les espècies en qüestió, però, la seva dramàtica pèrdua a tota la Terra produeix danys irreversibles que no permeten que es pugui restaurar l'estat anterior.

Les quatre raons més generals que condueixen a la destrucció de la vida salvatge son, la destrucció de l'hàbitat i la seva fragmentació, l'impacte de les espècies introduïdes i les cadenes d'extinció.

### Sobreexplotació
La sobreexplotació es produeix quan s'afavoreix la caça a nivells superiors a la capacitat reproductiva de la població. Els efectes d'aquesta explotació excessiva es noten de manera molt més dramàtica en poblacions de creixement lent, com moltes espècies de peixos grans. Inicialment, quan es caça una porció d’una població salvatge, s’experimenta una major disponibilitat de recursos (aliments, etc.) que augmenta el creixement i la reproducció a mesura que es redueix la inhibició de la dependència de densitat. La caça i la pesca, per exemple, redueixen la competència entre els membres d'una població. No obstant això, si aquesta caça continua a un nivell superior al ritme amb què els nous membres de la població poden arribar a l'edat de reproducció i produir més descendència, la població començarà a l'esgotament dels recursos.
Les poblacions confinades en illes, ja siguin illes literals o simplement àrees d’hàbitat, que són efectivament una “illa” per a les espècies afectades, també han observat com presenten un major risc d'increment dramàtic de morts, seguit de la pràctica d’una pesca no sostenible.

### Destrucció i fragmentació de l’hàbitat

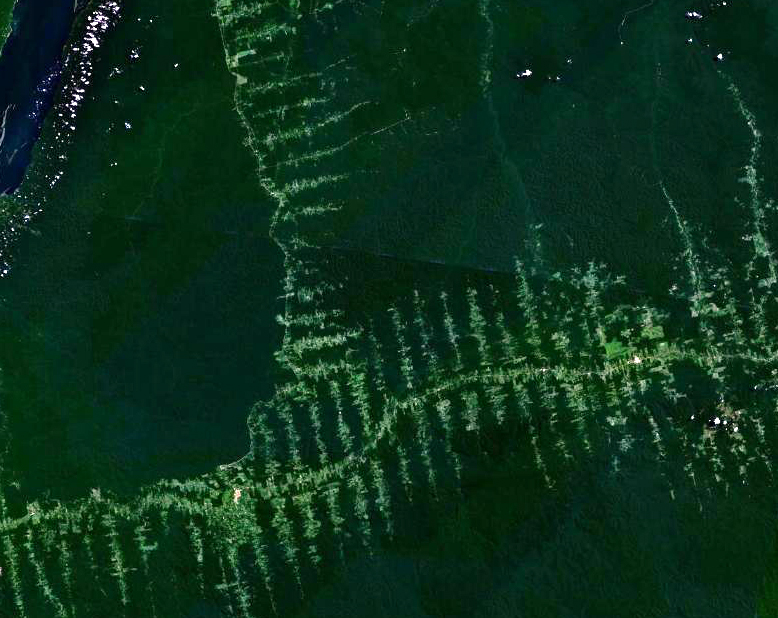
La deforestació i l’augment de la construcció de carreteres a la selva tropical amazònica són una preocupació important a causa de l’augment de la invasió humana a les zones salvatges, l’augment de l'extracció de recursos i les amenaces a la seva biodiversitat.

L’ hàbitat de qualsevol espècie es considera la seva àrea o territori preferit. Molts processos associats a l'habitació humana d'una zona causen la pèrdua d'aquesta àrea i disminueixen la capacitat de càrrega de la terra per a aquesta espècie. En molts casos, aquests canvis en l'ús del sòl, produïts per la deforestació, provoquen una fragmentació irregular del paisatge salvatge. Les terres agrícoles mostren sovint aquest tipus d’hàbitat extremadament fragmentat o relictual. Les granges s’estenen pel paisatge amb clapes de boscos distribuits entre parcs ocasionals que generen importats efectes en el canvi climàtic.
Entre els exemples de destrucció d’hàbitats hi trobem el pasturatge d'arbustsper part d'animals de granja, canvis en els règims d'incendis forestals, per a la producció de fusta per la construcció, o el drenatge d'aiguamolls per a l'expansió de la ciutat.

### Impacte de les espècies introduïdes
Els ratolins, gats, conills, dents de lleó i heura verinosa són exemples d’espècies que s’han convertit en amenaces invasores per a les espècies silvestres autòctones de diverses parts del món. Sovint, les espècies poc freqüents a la seva àrea de distribució es converteixen en invasores fora de control en climes llunyans però similars. Les raons per això no sempre són clares. Charles Darwin va considerar que era poc probable que les espècies exòtiques poguessin créixer abundantment en un lloc on no havien evolucionat. La realitat és que la gran majoria de les espècies exposades a un nou hàbitat no es reprodueixen amb èxit. De vegades, però, algunes poblacions s'instal·len amb èxit i després d’un període d’aclimatació poden augmentar significativament, tenint efectes destructius en molts elements de l'entorn que les rep, del qual ja han passat a formar part.

### Cadenes d'extinció
Totes les poblacions salvatges d’éssers vius tenen molts vincles complexos entrellaçats amb altres éssers vius que els envolten. Els grans animals herbívors com l’ hipopòtam tenen poblacions d’aus insectívores que s’alimenten dels nombrosos insectes paràsits que creixen en el cos de l'animal. Si l’hipopòtam s’extingeix, també ho faran aquests grups d’ ocells, fet que provocarà una nova destrucció, ja que es veuran afectades altres espècies dependents dels ocells. També s'anomena efecte dòmino, aquesta sèrie de reaccions en cadena què, amb diferència, són el procés més destructiu que es pot produir en qualsevol comunitat ecològica.
Un altre exemple són els vincles simbiòtics que produeixen els drongos negres i els esplugabous en zones de l'Índia. Aquestes aus s’alimenten d'insectes a la part posterior del bestiar, cosa que ajuda a mantenir-lo lliure de malalties. La destrucció dels hàbitats de nidificació d’aquestes aus provocaria una disminució de la població bovina a causa de la propagació de malalties transmeses per insectes.

## Mitjans de comunicació

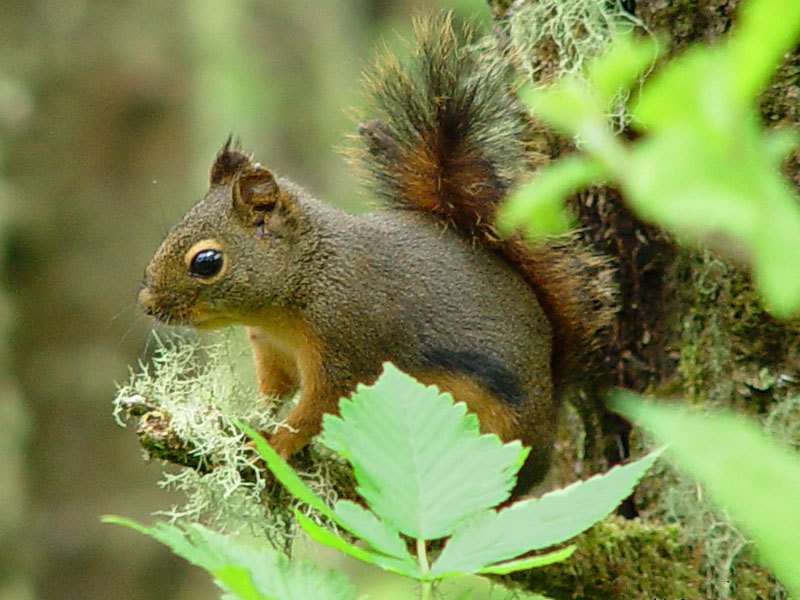
Un esquirol Douglas (Tamiasciurus douglasii)

La vida salvatge ha estat durant molt de temps un tema habitual dels programes de televisió educatius. Els documentals de la National Geographic Society van aparèixer a la CBS des del 1965, passant després a la American Broadcasting Company i després al Public Broadcasting Service El 1963, la NBC va debutar amb Wild Kingdom, un popular programa amb el zoòleg Marlin Perkins com a amfitrió. La BBC Natural History Unit al Regne Unit va ser igualment pionera en emetre la primera sèrie de fauna salvatge presentada per Sir Peter Scott, va ser un programa d’estudi amb documentals sobre naturalesa. David Attenborough va fer la seva primera aparició en aquesta sèrie, seguida de la sèrie Zoo Quest, durant la qual ell i el càmera Charles Lagus van anar a molts llocs exòtics buscant i filmant una vida salvatge esquiva, sobretot el drac de Komodo a Indonèsia i els lèmurs a Madagascar. Des del 1984, el Discovery Channel i el seu spin-off Animal Planet als Estats Units dominen el mercat d’espectacles sobre vida salvatge a la televisió per cable. A la Public Broadcasting Company el canal Nature de per WNET-13 a Nova York, i Nova per WGBH a Boston han estat força reconeguts. La televisió sobre vida salvatge és ara una indústria multimilionària amb cineastes especialitzats en documentals a molts països, com ara Regne Unit, EUA, Nova Zelanda, Austràlia, Àustria, Alemanya, Japó i Canadà. Hi ha moltes revistes i llocs web que cobreixen la vida salvatge, com la revista National Wildlife Magazine, Birds & Blooms, Birding (revista), Wildlife.net i Ranger Rick per a nens.
A Espanya cal destacar el documental El hombre y la tierra. Va ser una sèrie televisiva sobre vida salvatge, produïda per Televisió Espanyola i dirigida pel naturalista Félix Rodríguez de la Fuente entre 1974 i 1981 que va gaudir d'un gran ressò públic i impacte internaciona.